# Wojciech Lach
Wojciech Lach (ur. 7 lutego 1968 w Grudziądzu) – polski lekkoatleta, sprinter, dwukrotny mistrz Polski. 
Specjalizował się w biegu na 400 m. Podczas mistrzostw Europy juniorów w 1987 w Birmingham zdobył wraz z kolegami srebrny medal w sztafecie 4 × 400 m (sztafeta biegła w składzie: Mariusz Rządziński, Lach, Dariusz Rychter i Tomasz Jędrusik). Na mistrzostwach Europy w 1990 w Splicie wystąpił w sztafecie 4 × 400 m (Rządziński, Lach, Paweł Woźniak i Jędrusik), która odpadła w eliminacjach.
Zdobył mistrzostwo Polski na 400 m w 1989 i 1991, wicemistrzostwo w 1990 oraz brązowy medal w 1988, a także brązowy medal w sztafecie 4 × 400 m w 1992. 
Rekordy życiowe Lacha:
- bieg na 200 metrów – 21,27 (11 czerwca 1989, Grudziądz)[6]
- bieg na 400 metrów – 46,20 (9 września 1989, Kraków)[7]

Był zawodnikiem klubów Zryw Toruń, Pomorzanin Toruń i Oleśniczanka.